# Феличи, Перикле
Перикле Феличи (итал. Pericle Felici; 1 августа 1911, Сеньи, королевство Италия — 22 марта 1982, Фоджа, Италия) — итальянский куриальный кардинал и ватиканский сановник. Титулярный архиепископ Самосоты с 3 сентября 1960 по 26 июня 1967. Генеральный секретарь Второго Ватиканского собора с 1962 по 1965. Префект Верховного Трибунала Апостольской Сигнатуры с 15 августа 1977 по 22 марта 1982. Кардинал-дьякон с 26 июня 1967, с титулярной диаконией Сант-Аполлинаре-алле-Терме-Нерониане-Алессандрине с 29 июня 1967 по 30 июня 1979. Кардинал-протодьякон с 5 марта 1973 по 30 июня 1979. Кардинал-священник с титулом церкви pro illa vice Сант-Аполлинаре-алле-Терме-Нерониане-Алессандрине с 30 июня 1979.

## Ранняя жизнь
Родился Перикле Феличи 1 августа 1911 года, в Сеньи, недалеко от Рима. Сын Луиджи Феличи и Анны Рошиоли. Он имел двух братьев, Метелло и Жонеса.
Перикле сначала изучал богословие в младшей семинарии Сеньи, что в самой Сеньи. Далее продолжил своё образование в Папской Римской младшей семинарии, в Риме и в Папской Римской семинарии, там же, в 1925—1934 годах (докторантура в философии в 1929 году и в богословии в 1934, с диссертацией на тему: «Психопатические привязанности»); Папский Латеранский Athenaeum, Рим 1934—1938 годах (докторантура in utroque iure, обоих канонического и гражданского права, 1938 год; тезис по интерпретации уголовного права).

## Священник
Перикле Феличи был рукоположён в сан священника 28 октября 1933 года, в соборе Сеньи, с папской диспенсацией для того, что все же не достиг канонического возраста. Доцент канонического права в Папском Институте «Utriusque Iure», в Папском Латеранском Athenaeum «S. Apollinare», в 1938—1943 годах, профессор основного богословия в 1943—1947 годах, его ректор в 1938—1948 годах. Духовный директор в Главной Римской семинарии в течение шестнадцати лет. Тайный камергер Его Святейшества с 28 декабря 1940 года. Аудитор Священной Римской Роты с 20 сентября 1947 года по 1960 год. Придворный прелат Его Святейшества с 20 сентября 1947 года. Генеральный секретарь центральной подготовительной комиссии Второго Ватиканского собора с 7 июня 1960 года.

## Епископ
3 сентября 1960 года он был назначен титулярным архиепископом Самосаты и вскоре был посвящён в епископы. Ординация прошла 28 октября 1960 года, в патриаршей Ватиканской базилики, проводил ординацию папа римский Иоанн XXIII, которому сослужили Диего Венини — титулярный архиепископ Аданы, тайный раздатчик милости Его Святейшества, и Бениньо Каррара — епископ Имолы. На этой же самой церемонии были посвящены будущие кардиналы Дино Стаффа — титулярный архиепископ Чезареи ди Палестины, секретарь Священной Конгрегации Семинарий и Университетов и Эгано Риги-Ламбертини, титулярный архиепископ Доклеи, апостольский нунций в Ливане.
Назначен генеральным секретарем Второго Ватиканского собора в 1962—1965 год.ах Он активно участвовал как генеральный секретарь, в работе Второго Ватиканского собора.
21 февраля 1967 года назначен про-председателем Папской Комиссии по пересмотру Кодекса канонического права. Из-за своей работы главы Папской Комиссии по интерпретации законодательных текстов, он рассматривается архитектором в пересмотре Кодекса канонического права.

## Кардинал
Возведён в кардиналы-дьяконы на консистории от 26 июня 1967 года; получил красную биретту и титулярной диаконией Сант-Аполлинаре-алле-Терме-Нерониане-Алессандрине, 29 июня 1967 года. С 1967 года председатель Папской Комиссии по интерпретации декретов Второго Ватиканского собора. 15 августа 1977 года назначен префектом Верховного Трибунала Апостольской Сигнатуры, пост занимал до своей смерти.
В 1978 году, в течение года трёх римских пап кардинал Феличи, будучи кардиналом-выборщиком участвовал и в августовском и в октябрьском Папских Конклавах. Поскольку он был кардиналом-протодьяконом в то время, он имел редкую предоставленную честь дважды объявлять Habemus Papam, первый после избрания Альбино Лучани папой римским Иоанном Павлом I, и второй, после избрания Кароля Войтылы папой римским Иоанном Павлом II. Как кардинал-протодьякон, кардинал Феличи также имел честь возлагать паллий на обоих римских пап на их соответствующих папских интронизациях, соответственно 3 сентября 1978 года и 22 октября 1978 года.
Избран для сана кардиналов-священников и его дьяконство было поднято pro illa vice к титулярной церкви, 30 июня 1979 года.
Скончался кардинал Феличи 22 марта 1982 года, от сердечного приступа, в Фодже.